# Mansac
Mansac est une commune française située dans le département de la Corrèze, en région Nouvelle-Aquitaine.

## Géographie

### Généralités

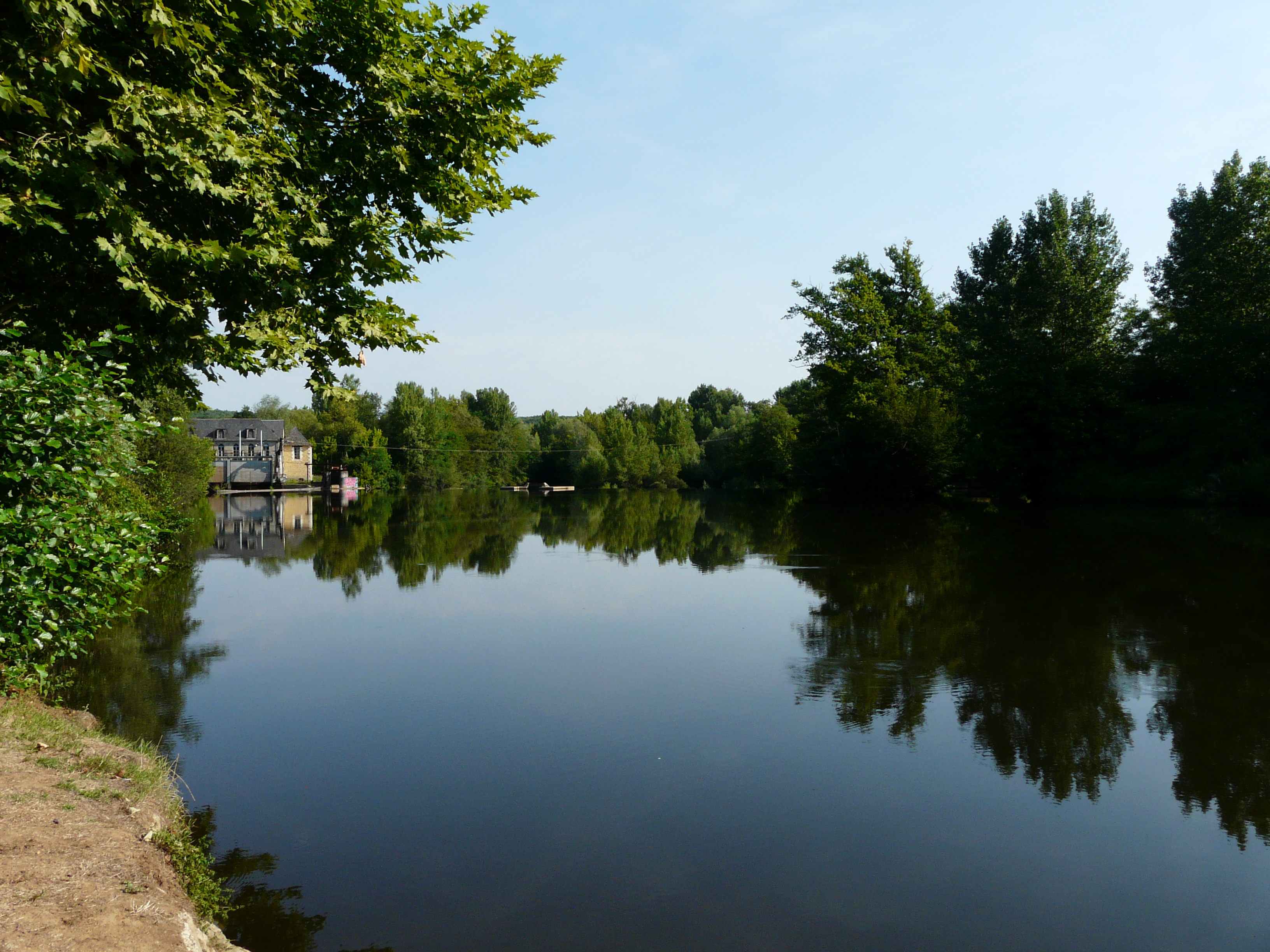
La Vézère en limite de Mansac (sur la droite) et de Terrasson-Lavilledieu.

Dans la partie sud-ouest du département de la Corrèze, dans le bassin de Brive, la commune de Mansac est bordée au sud sur cinq kilomètres par la Vézère, et à l'ouest sur six kilomètres par son affluent, la Logne.
L'altitude minimale, 88 mètres, se trouve au sud-ouest, là où la Vézère quitte la commune et sert de limite entre celles de Cublac et Terrasson-Lavilledieu. L'altitude maximale avec 243 mètres est localisée à l'extrême nord-est, près du lieu-dit Longevialle, en limite des communes de Varetz et d'Yssandon.
À l'intersection des routes départementales (RD) 133 et 133E2, le bourg de Mansac se situe, en distances orthodromiques, à huit kilomètres au nord-est du centre-ville de Terrasson et douze kilomètres à l'ouest de Brive-la-Gaillarde.
Le territoire communal est également desservi par les RD 39, 147, 151 et 152 et l'autoroute A89 dont l'échangeur no 18, celui de Terrasson, se trouve en fait sur la commune.
Au niveau ferroviaire, la gare de La Rivière-de-Mansac se trouve sur la ligne Périgueux-Brive.

### Communes limitrophes
Mansac est limitrophe de sept autres communes, dont deux dans le département de la Dordogne.
| Brignac-la-Plaine                | Yssandon           | Varetz                    |
| Cublac                           | Mansac             | Saint-Pantaléon-de-Larche |
| Terrasson-Lavilledieu (Dordogne) | Pazayac (Dordogne) |                           |

### Climat
Pour des articles plus généraux, voir Climat de la Nouvelle-Aquitaine et Climat de la Corrèze.
Historiquement, la commune est exposée à un climat océanique aquitain.  
En 2020, Météo-France publie une typologie des climats de la France métropolitaine dans laquelle la commune est exposée à un climat océanique altéré et est dans la région climatique  Ouest et nord-ouest du Massif Central, caractérisée par une pluviométrie annuelle de 900 à 1 500 mm, maximale en automne et en hiver.
Pour la période 1971-2000, la température annuelle moyenne est de 12,5 °C, avec  une amplitude thermique annuelle de 15,4 °C. Le cumul annuel moyen de précipitations est de 977 mm, avec 12,6 jours de précipitations en janvier et 7,1 jours en juillet. Pour la période 1991-2020, la température moyenne annuelle observée sur la station météorologique la plus proche, située sur la commune de Brive-la-Gaillarde à 12 km à vol d'oiseau, est de 12,9 °C et le cumul annuel moyen de précipitations est de 903,9 mm,. Pour l'avenir, les paramètres climatiques de la commune estimés pour 2050 selon différents scénarios d’émission de gaz à effet de serre sont consultables sur un site dédié publié par Météo-France en novembre 2022.

## Urbanisme

### Typologie
Au 1er janvier 2024, Mansac est catégorisée commune rurale à habitat dispersé, selon la nouvelle grille communale de densité à 7 niveaux définie par l'Insee en 2022.
Elle est située hors unité urbaine. Par ailleurs la commune fait partie de l'aire d'attraction de Brive-la-Gaillarde, dont elle est une commune de la couronne,. Cette aire, qui regroupe 80 communes, est catégorisée dans les aires de 50 000 à moins de 200 000 habitants,.

### Occupation des sols
L'occupation des sols de la commune, telle qu'elle ressort de la base de données européenne d’occupation biophysique des sols Corine Land Cover (CLC), est marquée par l'importance des territoires agricoles (66,3 % en 2018), en diminution par rapport à 1990 (67,9 %). La répartition détaillée en 2018 est la suivante : 
prairies (53,8 %), forêts (27,1 %), zones agricoles hétérogènes (12,5 %), zones urbanisées (4,4 %), zones industrielles ou commerciales et réseaux de communication (2,2 %).
L'évolution de l’occupation des sols de la commune et de ses infrastructures peut être observée sur les différentes représentations cartographiques du territoire : la carte de Cassini (XVIIIe siècle), la carte d'état-major (1820-1866) et les cartes ou photos aériennes de l'IGN pour la période actuelle (1950 à aujourd'hui).

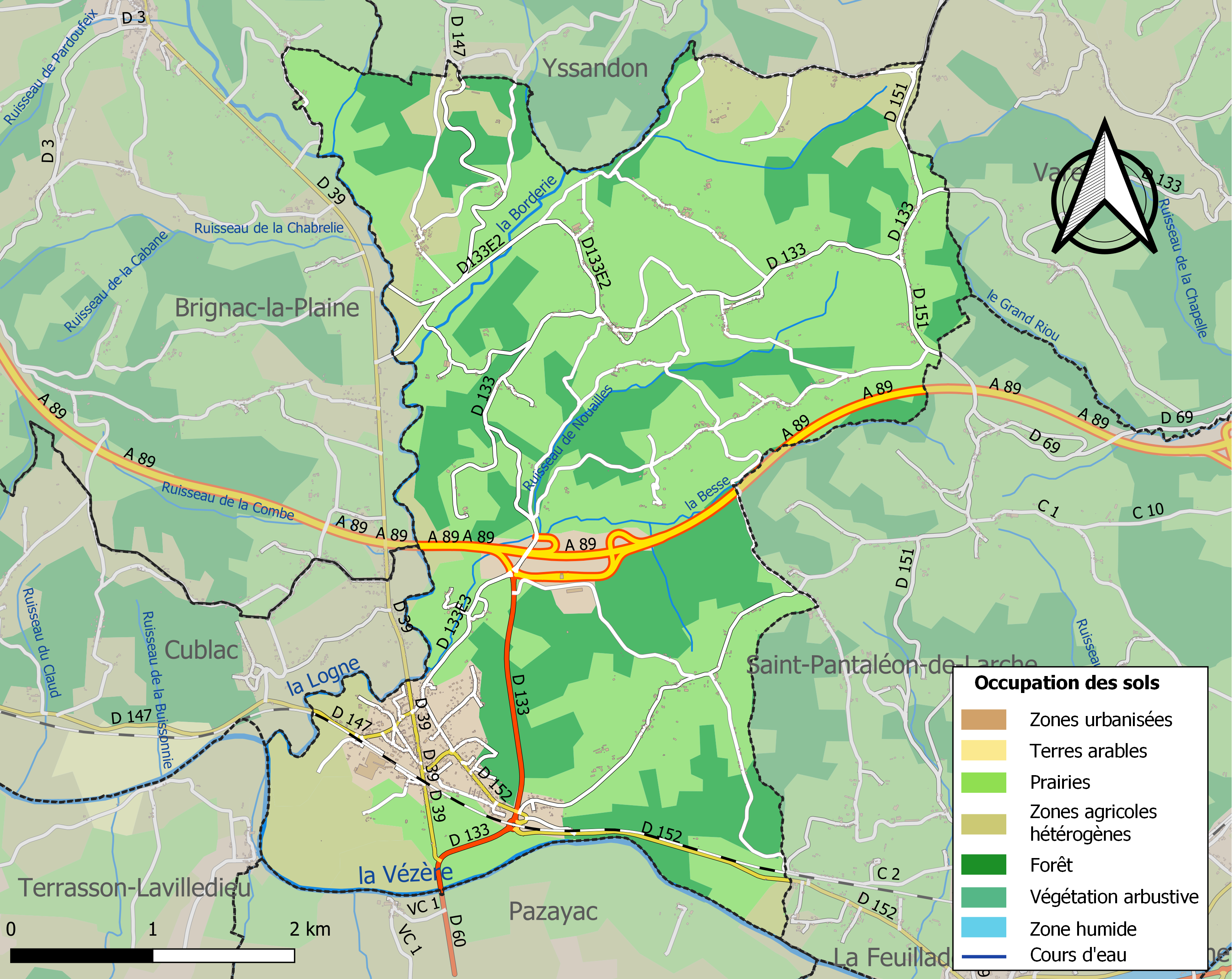
Carte des infrastructures et de l'occupation des sols de la commune en 2018 (CLC).

### Risques majeurs
Le territoire de la commune de Mansac est vulnérable à différents aléas naturels : météorologiques (tempête, orage, neige, grand froid, canicule ou sécheresse), inondations, feux de forêts, mouvements de terrains et séisme (sismicité très faible). Il est également exposé à deux risques technologiques,  le transport de matières dangereuses et la rupture d'un barrage, et à un risque particulier : le risque de radon. Un site publié par le BRGM permet d'évaluer simplement et rapidement les risques d'un bien localisé soit par son adresse soit par le numéro de sa parcelle.

#### Risques naturels

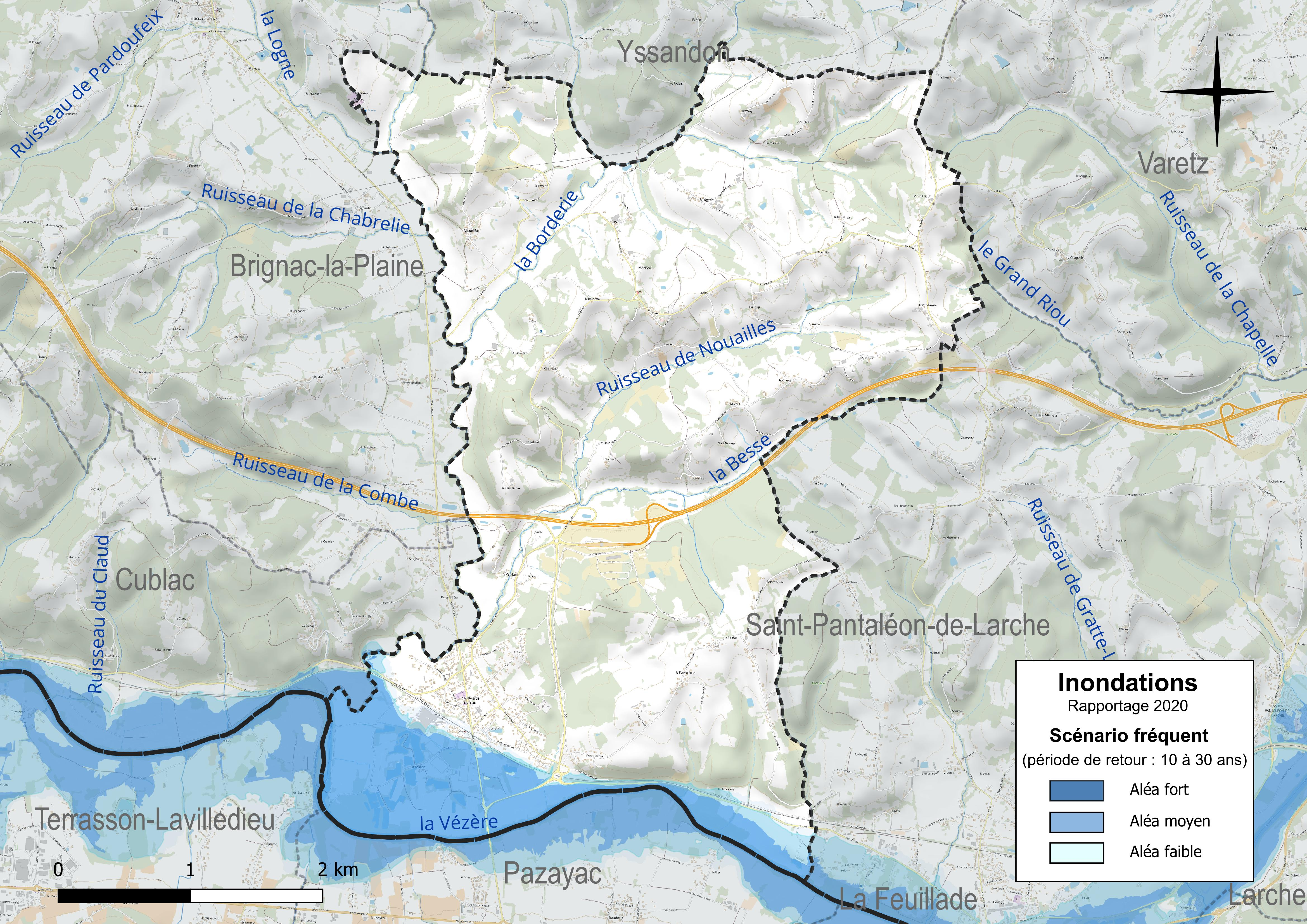
Carte de la zone inondable de la commune définie pour le scénario fréquent, dans le territoire à risque important d’inondation (TRI) Tulle-Brive.

La commune fait partie du territoire à risques importants d'inondation (TRI) de Tulle-Brive, regroupant 20 communes concernées par un risque de débordement de la Corrèze et de la Vézère (17 dans la Corrèze et trois dans la Dordogne), un des 18 TRI qui ont été arrêtés le 11 janvier 2013 sur le bassin Adour-Garonne. Des cartes des surfaces inondables ont été établies pour trois scénarios : fréquent (crue de temps de retour de 10 ans à 30 ans), moyen (temps de retour de 100 ans à 300 ans) et extrême (temps de retour de l'ordre de 1 000 ans, qui met en défaut tout système de protection). La commune a été reconnue en état de catastrophe naturelle au titre des dommages causés par les inondations et coulées de boue survenues en 1982, 1983, 1999 et 2001,. Le risque inondation est pris en compte dans l'aménagement du territoire de la commune par le biais du plan de prévention des risques (PPR) inondation « Vézère », approuvé le 29 août 2002. 

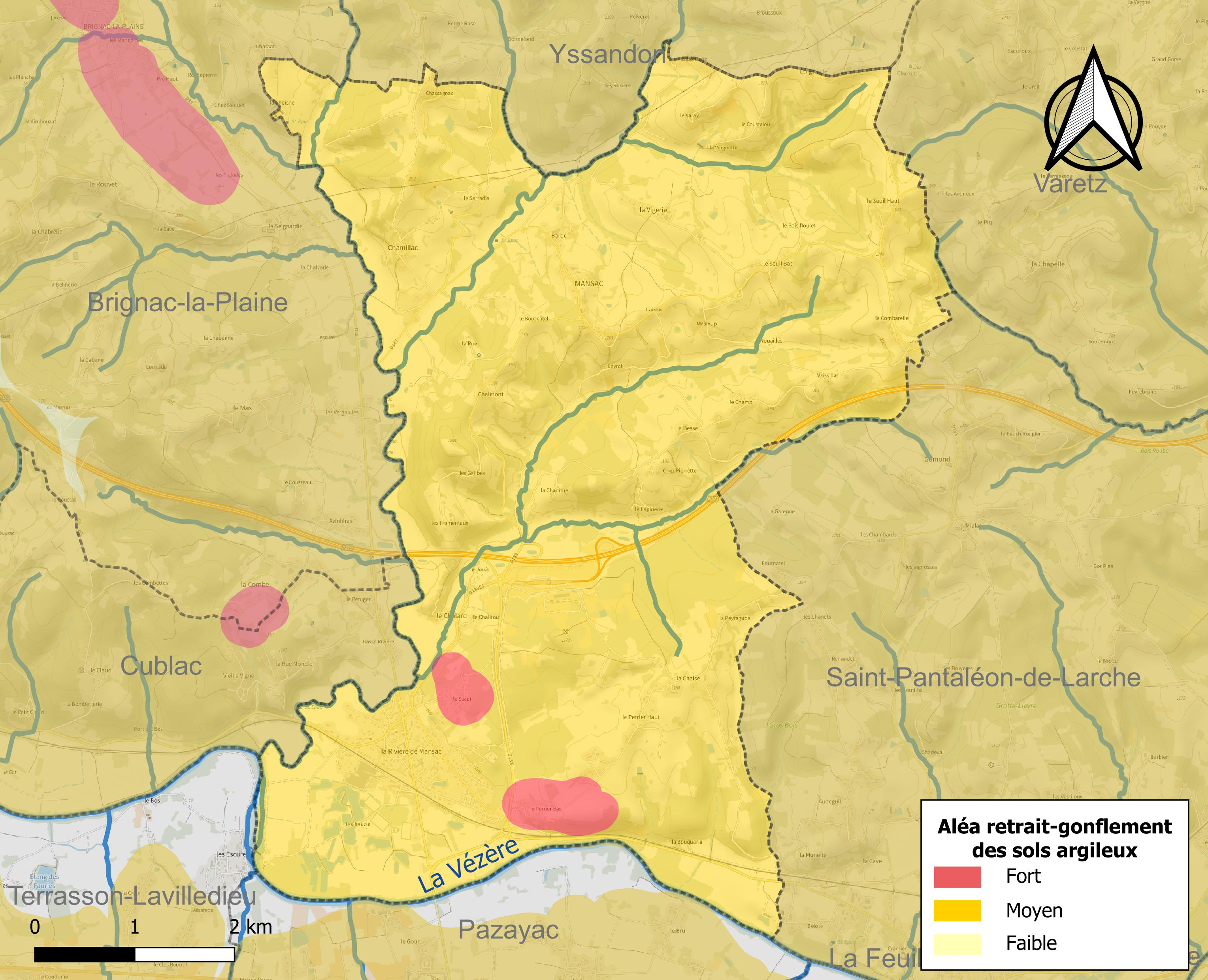
Carte des zones d'aléa retrait-gonflement des sols argileux de Mansac.

La commune est vulnérable au risque de mouvements de terrains constitué principalement du retrait-gonflement des sols argileux. Cet aléa est susceptible d'engendrer des dommages importants aux bâtiments en cas d’alternance de périodes de sécheresse et de pluie. La totalité de la commune est en aléa moyen ou fort (26,8 % au niveau départemental et 48,5 % au niveau national). Sur les 638 bâtiments dénombrés sur la commune en 2019,  638 sont en aléa moyen ou fort, soit 100 %, à comparer aux 36 % au niveau départemental et 54 % au niveau national. Une cartographie de l'exposition du territoire national au retrait gonflement des sols argileux est disponible sur le site du BRGM,.
Concernant les feux de forêt, aucun plan de prévention des risques incendie de forêt (PPRIF) n’a été établi en Corrèze, néanmoins le code de l’urbanisme impose la prise en compte des risques dans les documents d’urbanisme. Le périmètre des servitudes d'utilité publique et des zones d'obligation légale de débroussaillement pour les particuliers est quant à lui défini pour la commune dans une carte dédiée. 
Concernant les mouvements de terrains, la commune a été reconnue en état de catastrophe naturelle au titre des dommages causés par la sécheresse en 2018 et par des mouvements de terrain en 1999.

#### Risques technologiques
Le risque de transport de matières dangereuses sur la commune est lié à sa traversée par une route à fort trafic et une canalisation de transport d'hydrocarbures. Un accident se produisant sur de telles infrastructures est susceptible d’avoir des effets graves sur les biens, les personnes ou l'environnement, selon la nature du matériau transporté. Des dispositions d’urbanisme peuvent être préconisées en conséquence. 
La commune est en outre située en aval du barrage de Monceaux la Virolle, un ouvrage de classe A situé en Corrèze et disposant d'une retenue de 20,5 millions de mètres cubes. À ce titre elle est susceptible d’être touchée par l’onde de submersion consécutive à la rupture de cet ouvrage.

#### Risque particulier
Dans plusieurs parties du territoire national, le radon, accumulé dans certains logements ou autres locaux, peut constituer une source significative d’exposition de la population aux rayonnements ionisants. Certaines communes du département sont concernées par le risque radon à un niveau plus ou moins élevé. Selon la classification de 2018, la commune de Mansac est classée en zone 3, à savoir zone à potentiel radon significatif. 

## Histoire
La première mention écrite connue du lieu date de l'an 573, dans le testament de saint Yrieix. Au Moyen-Âge, Mansac dépend de la châtellenie d'Ayen. Mansac passe dans le giron de la famille d'Albret au début du XVe siècle puis à la famille de Noailles en 1581, avant de devenir une commune aux débuts de la Révolution française.

## Politique et administration

### Liste des maires

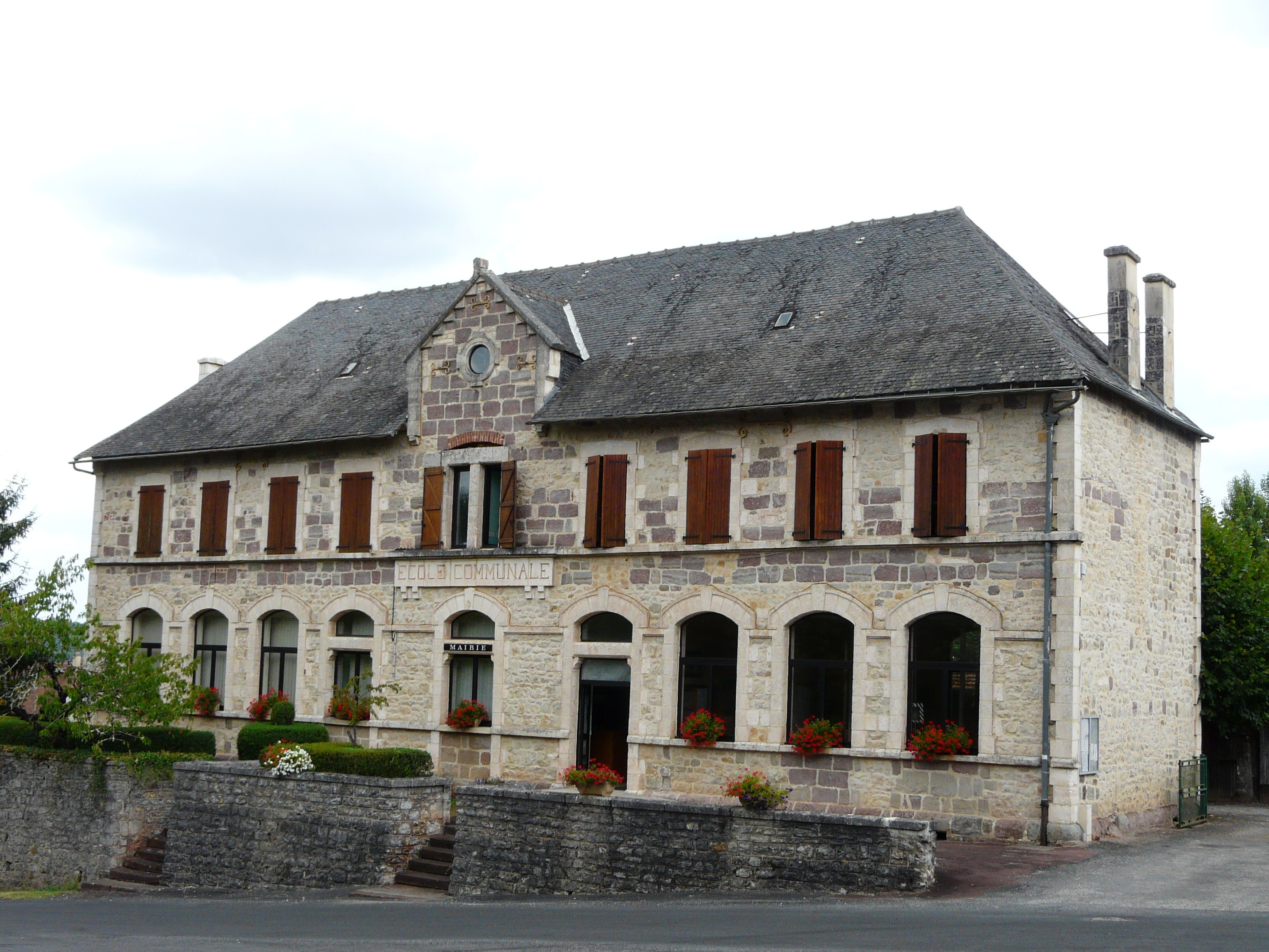
La mairie.

| Période                                  | Période  | Identité              | Étiquette | Qualité     |
| ---------------------------------------- | -------- | --------------------- | --------- | ----------- |
| Les données manquantes sont à compléter. |          |                       |           |             |
|                                          |          |                       |           |             |
| mars 2001                                | 2008     | Marie-Josée Rousselie | UMP       |             |
| mars 2008                                | En cours | Isabelle David        | PS        | Professeure |

### Politique de développement durable
La commune s’est engagée dans une politique de développement durable en lançant une démarche d'Agenda 21.

## Population et société

### Démographie
L'évolution du nombre d'habitants est connue à travers les recensements de la population effectués dans la commune depuis 1793. Pour les communes de moins de 10 000 habitants, une enquête de recensement portant sur toute la population est réalisée tous les cinq ans, les populations de référence des années intermédiaires étant quant à elles estimées par interpolation ou extrapolation. Pour la commune, le premier recensement exhaustif entrant dans le cadre du nouveau dispositif a été réalisé en 2006.

En 2022, la commune comptait 1 542 habitants, en évolution de +8,59 % par rapport à 2016 (Corrèze : −0,59 %, France hors Mayotte : +2,11 %).
| 1793  | 1800  | 1806  | 1821  | 1831  | 1836  | 1841  | 1846  | 1851  |
| ----- | ----- | ----- | ----- | ----- | ----- | ----- | ----- | ----- |
| 1 009 | 1 035 | 1 144 | 1 062 | 1 199 | 1 211 | 1 224 | 1 252 | 1 251 |

| 1856  | 1861  | 1866  | 1872  | 1876  | 1881  | 1886  | 1891  | 1896  |
| ----- | ----- | ----- | ----- | ----- | ----- | ----- | ----- | ----- |
| 1 216 | 1 161 | 1 195 | 1 113 | 1 106 | 1 172 | 1 182 | 1 219 | 1 207 |

| 1901  | 1906  | 1911  | 1921 | 1926  | 1931  | 1936  | 1946  | 1954  |
| ----- | ----- | ----- | ---- | ----- | ----- | ----- | ----- | ----- |
| 1 092 | 1 089 | 1 046 | 969  | 1 010 | 1 084 | 1 111 | 1 019 | 1 071 |

| 1962  | 1968  | 1975  | 1982  | 1990  | 1999  | 2006  | 2011  | 2016  |
| ----- | ----- | ----- | ----- | ----- | ----- | ----- | ----- | ----- |
| 1 104 | 1 114 | 1 227 | 1 281 | 1 341 | 1 312 | 1 356 | 1 362 | 1 420 |

| 2021  | 2022  | - | - | - | - | - | - | - |
| ----- | ----- | - | - | - | - | - | - | - |
| 1 511 | 1 542 | - | - | - | - | - | - | - |

### Sports
- La 43e édition du Tour du Limousin fait étape dans la commune, le jeudi 19 août 2010. Mansac est ville d'arrivée de la 3e étape.

## Économie

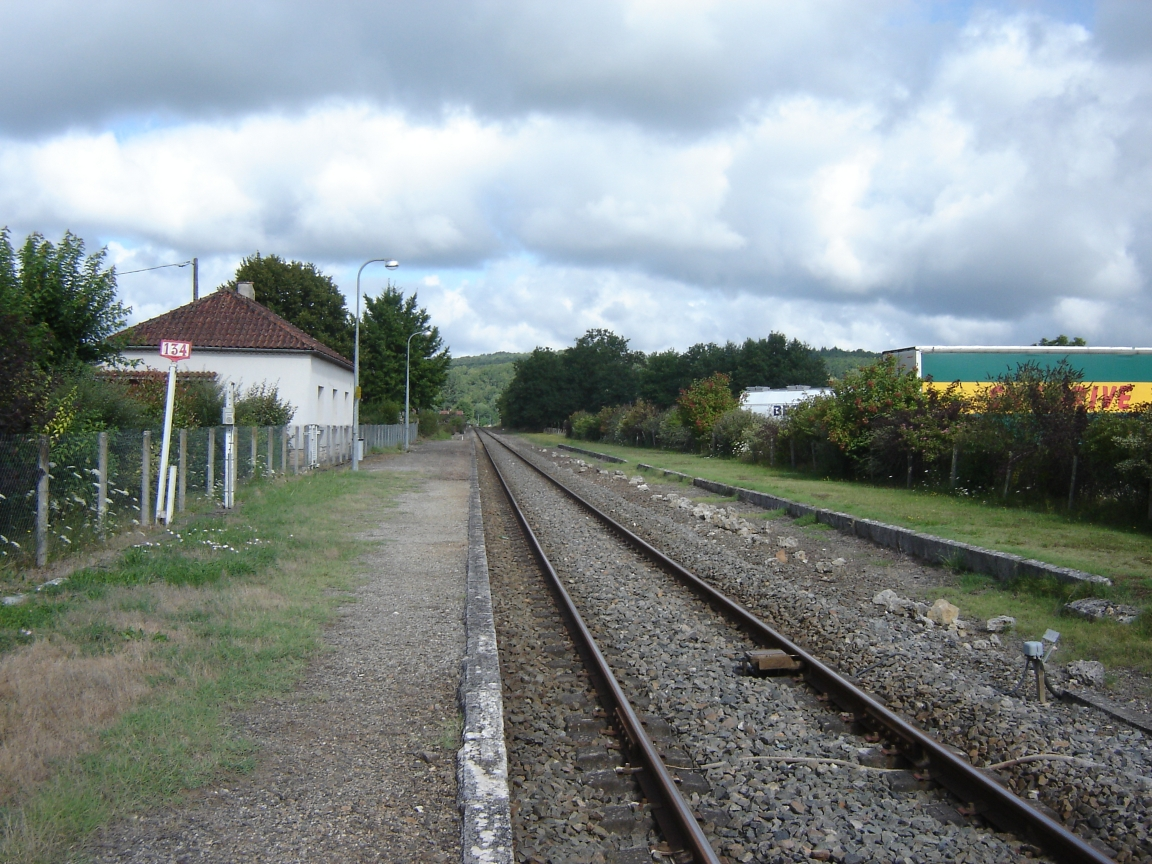
La gare de La Rivière-de-Mansac.

À partir de 1860 et la mise en service du tronçon ferroviaire Périgueux-Brive, le bourg de Mansac périclite au profit du lieu-dit la Rivière, en bordure de la Vézère et desservi par la gare de La Rivière-de-Mansac.
Implantée à la Rivière de Mansac de 1916 à 1984, « la Paumellerie électrique » a employé jusqu'à 1 200 personnes en 1972.

## Culture locale et patrimoine

### Lieux et monuments
- L'église Saint-Sigismond date du XIIe siècle[33].
- Chapelle à la Rivière-de-Mansac.
- En limite de Brignac-la-Plaine, le château de la Choisne du XIXe siècle est transformé en EHPAD[33]. Le château est sur Mansac, sa chapelle et le bâtiment moderne sont sur Brignac-la-Plaine.

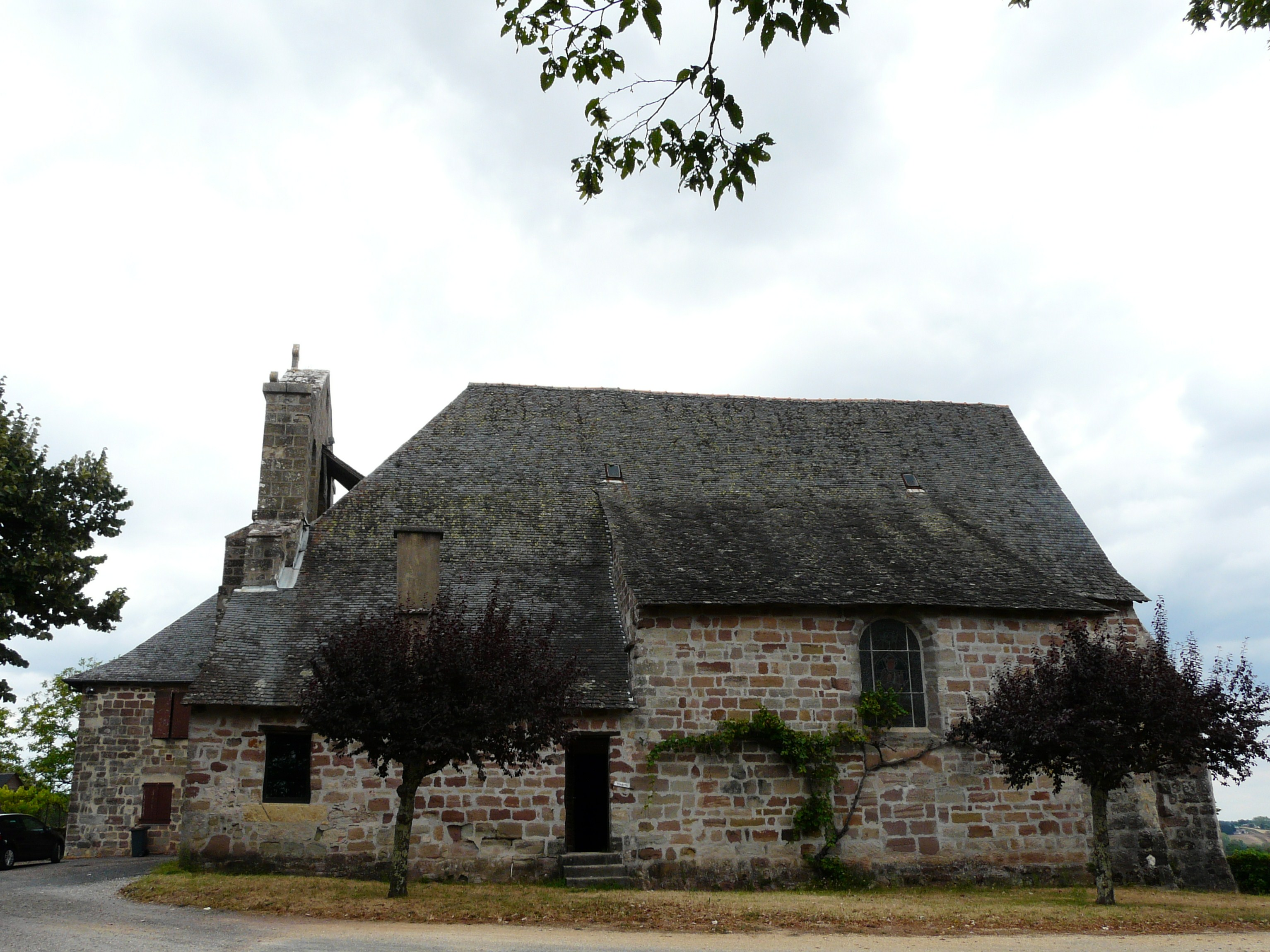
L'église Saint-Sigismond.
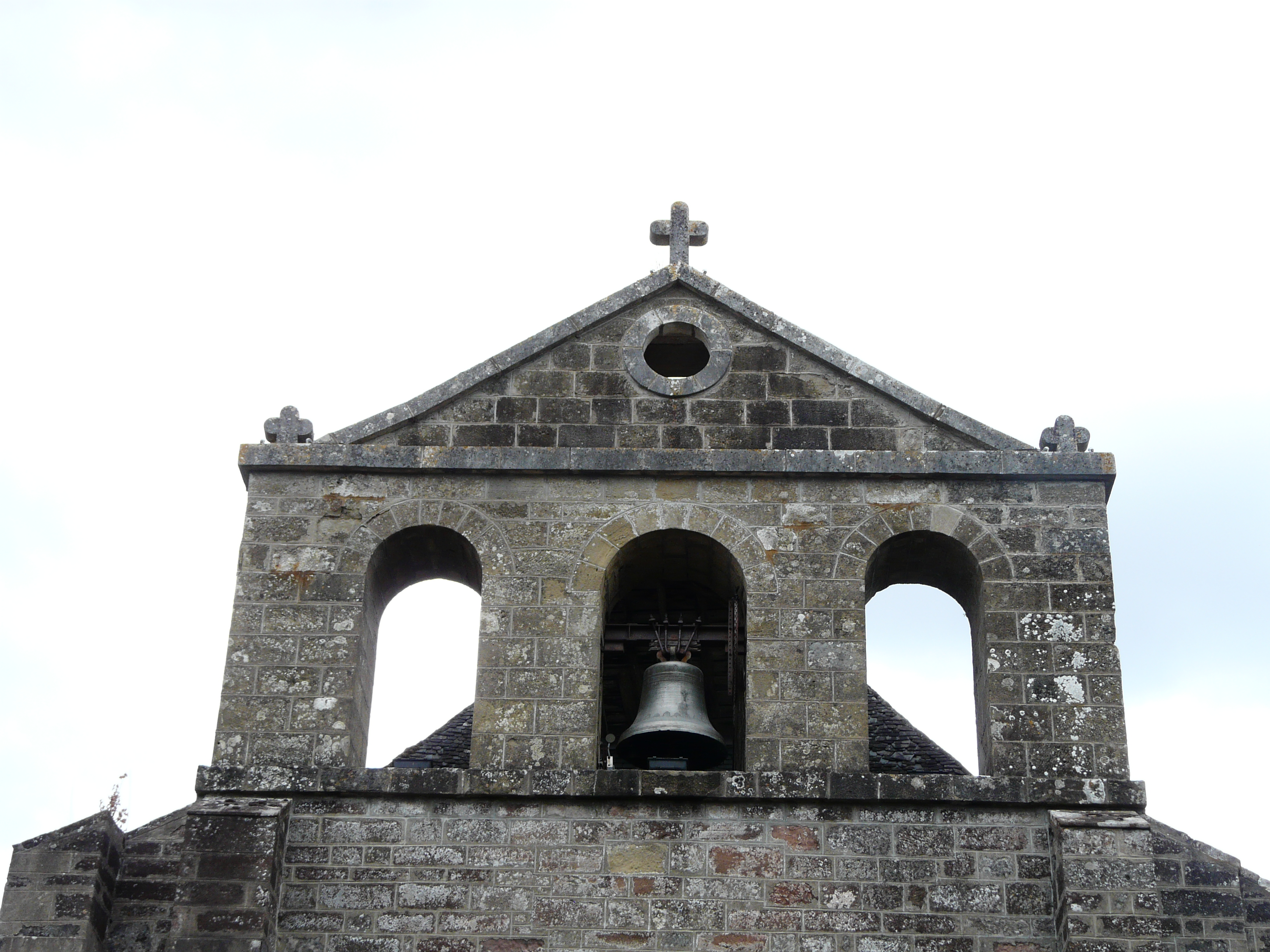
Son clocher-mur.
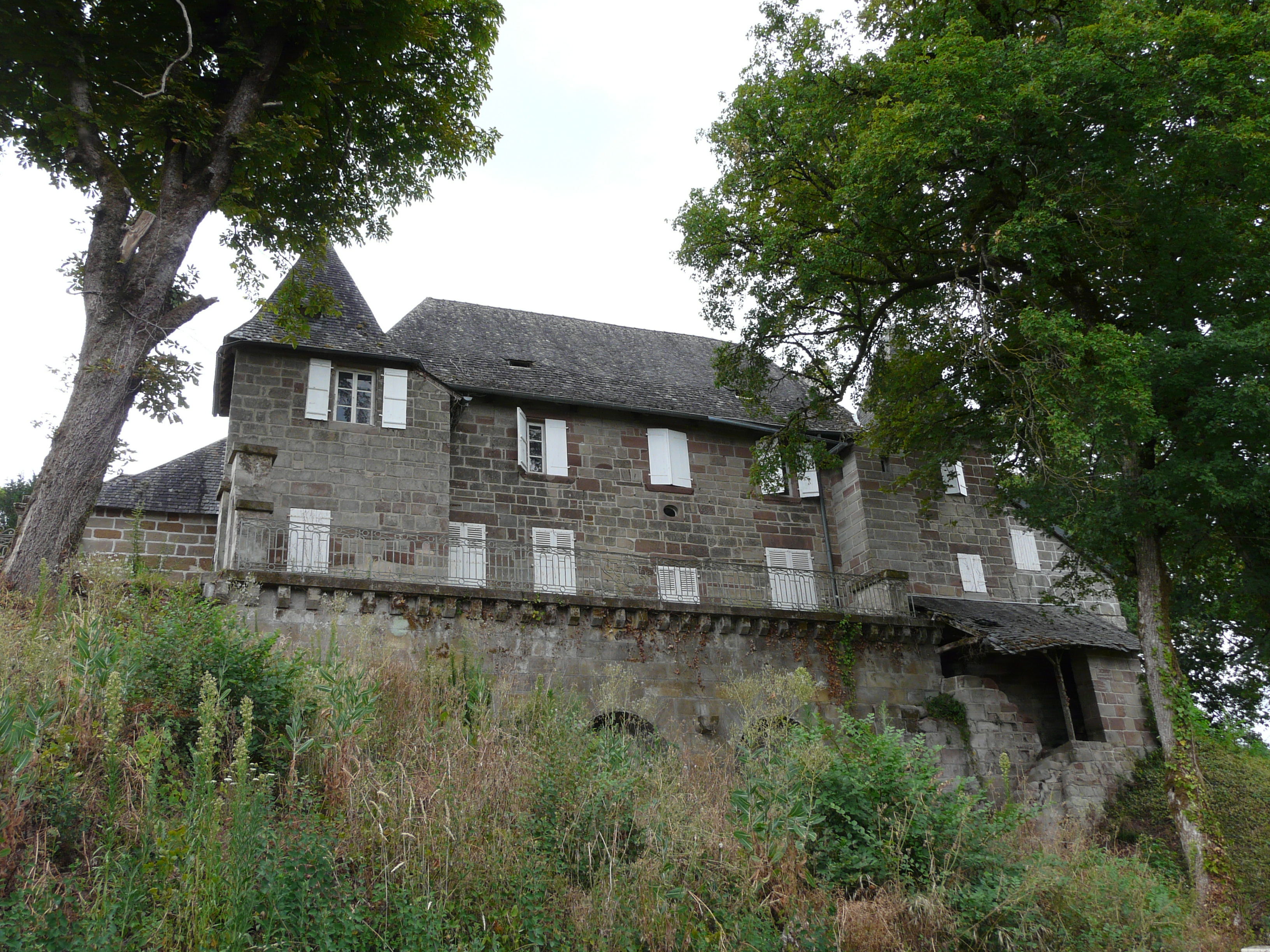
Castel dans le bourg de Mansac.
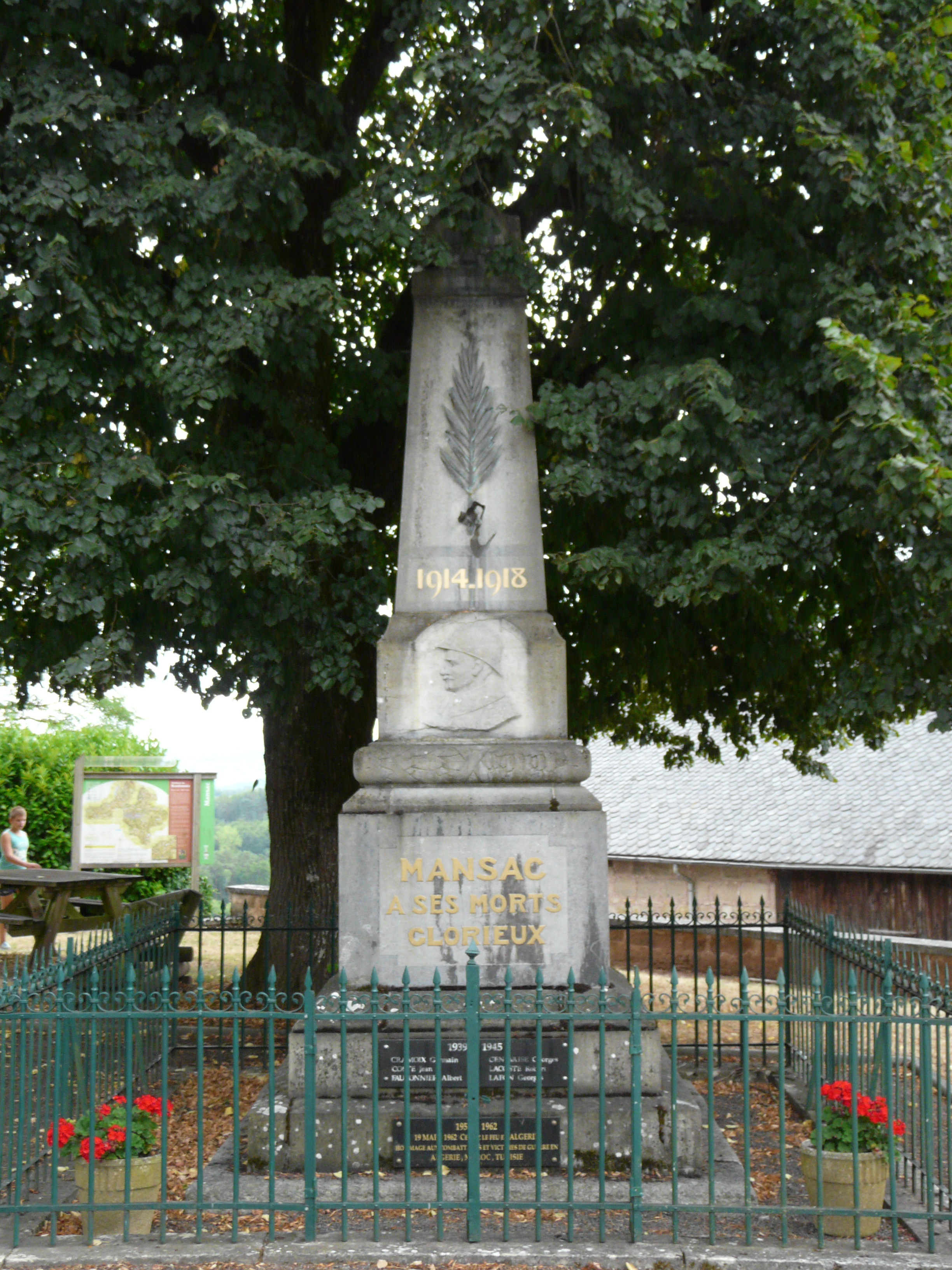
Le monument aux morts.
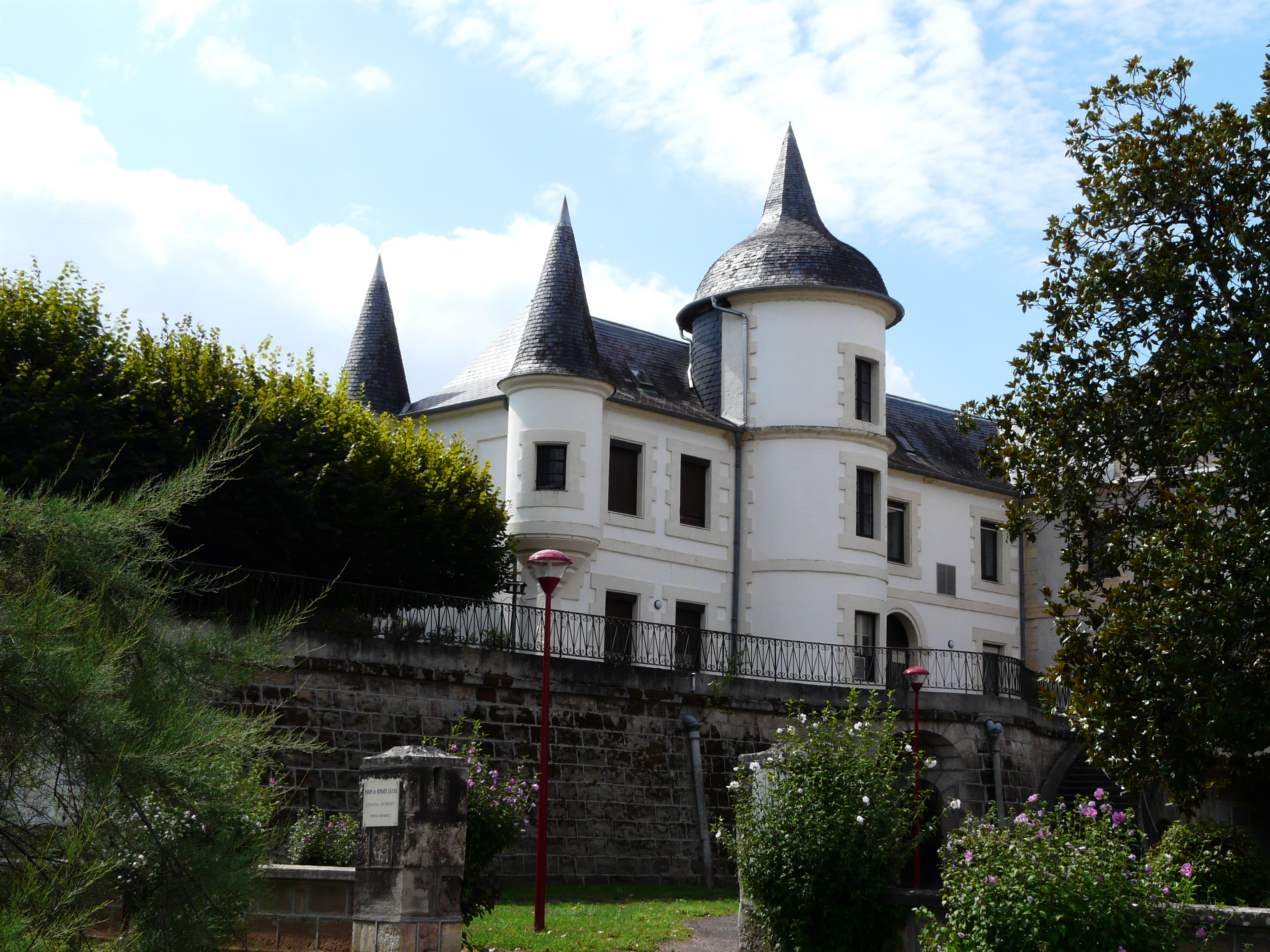
Le château de la Choisne.

### Personnalités liées à la commune
- Georges Nouelle (1887-1966), parlementaire sous la Troisième République, est né à Mansac.

### Héraldique
| Blason de Mansac | Blason  | D'argent au lion de gueules, couronné de même, à la bordure d'azur chargée de huit besants d'argent. |
| Blason de Mansac | Détails | Le statut officiel du blason reste à déterminer.                                                     |